# Gonzaga nigriceps
Gonzaga nigriceps is een insect uit de familie van de gaasvliegen (Chrysopidae), die tot de orde netvleugeligen (Neuroptera) behoort. 
Gonzaga nigriceps is voor het eerst wetenschappelijk beschreven door McLachlan in 1867.